# Piet van der Lans

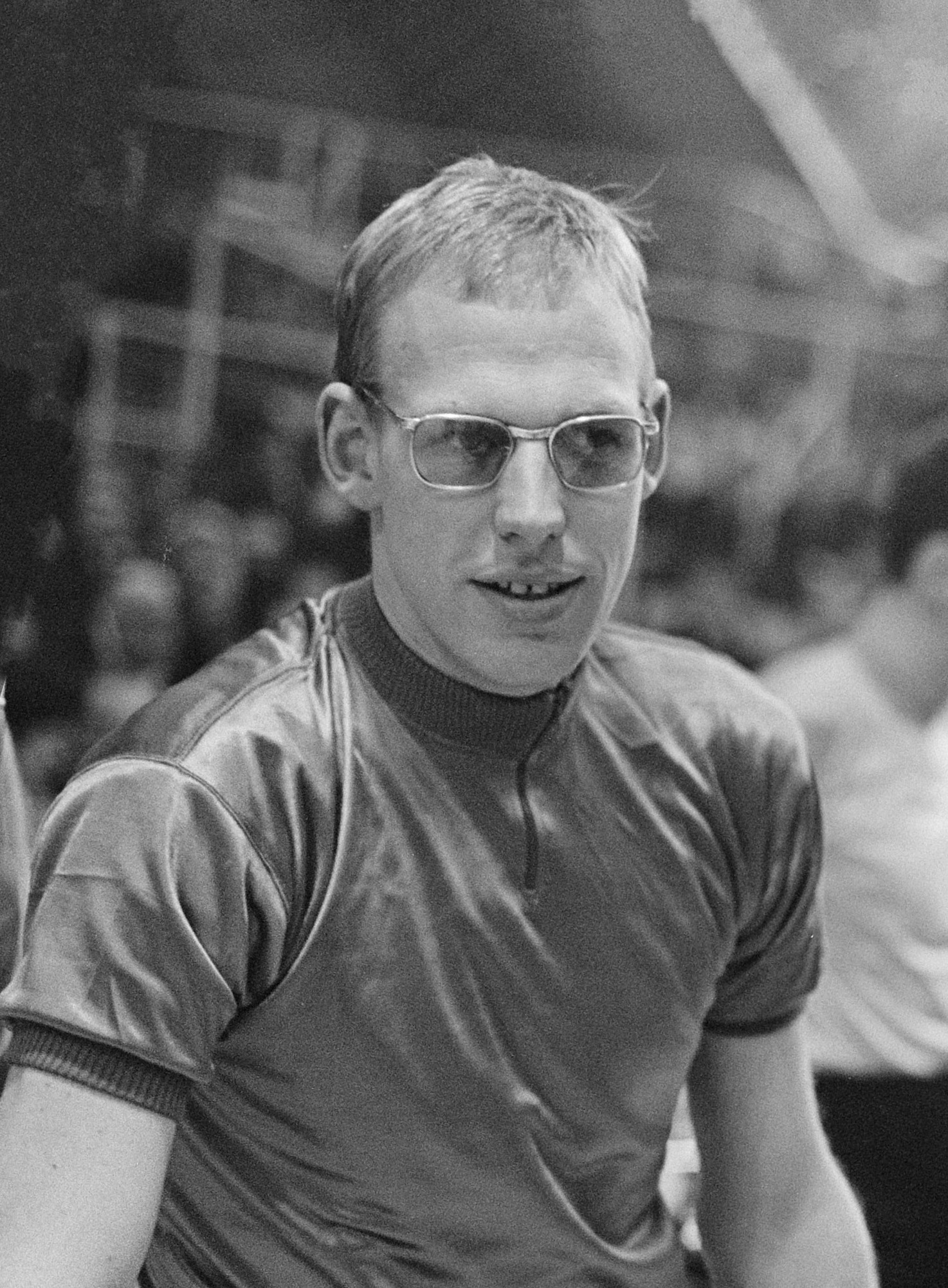
Piet van der Lans 1966

Petrus „Piet“ Johannes Marinus van der Lans (* 10. September 1940 in Sassenheim (Teylingen); † 27. Januar 2018 in Scheveningen) war ein niederländischer Radrennfahrer und nationaler Meister im Radsport.

## Sportliche Laufbahn
Piet van der Lans war im Bahnradsport und im Straßenradsport aktiv. Er war Teilnehmer der Olympischen Sommerspiele 1960 in Rom. In der Mannschaftsverfolgung wurde der niederländische Bahnvierer mit Jaap Oudkerk, Theo Nikkessen, Henk Nijdam und Piet van der Lans auf dem 5. Rang klassiert.
1958 wurde er bei den Amateuren Meister im Punktefahren. 1959 gewann er die nationale Meisterschaft in der Einerverfolgung. Vize-Meister wurde er in der Einerverfolgung 1960. Mit dem Muratti Gold Cup gewann er 1960 ein renommiertes internationales Bahnrennen in Großbritannien vor Barry Hoban. Mit der Nationalmannschaft bestritt er einige Länderkämpfe im Bahnradsport. Mit Cees Lute als Partner gewann er 1962 das letzte ausgetragene Rennen auf der Radrennbahn Leipzig Messehalle II.
1964 wurde er Berufsfahrer und blieb bis 1972 als Radprofi aktiv. Er fuhr unter anderem für das deutsche Radsportteam Ruberg. Bei den nationalen Bahnmeisterschaften der Profis wurde er 1965 bis 1969 jeweils Vize-Meister im Steherrennen. Auf der Straße gewann er einige Kriterien.